# Oplitidae
Oplitidae es una familia de ácaros perteneciente al orden Mesostigmata.

## Géneros
- Cariboplitis Sellnick, 1963
- Latotutulioplitis W. Hirschmann, 1984
- Marginura Sellnick, 1926
- Oplitis Berlese, 1884
- Wisniewskiioplitis W. Hirschmann, 1984